# Coupe CECAFA des nations 2009
Navigation
Ouganda 2008 Tanzanie 2010
La Coupe CECAFA des nations 2009 est la trente-quatrième édition de la Coupe CECAFA des nations qui a eu lieu au Kenya du 28 novembre au 13 décembre 2009. Les nations membres de la CECAFA (Confédération d'Afrique centrale et de l'Est) sont invitées à participer à la compétition. 
C'est le tenant du titre, l'Ouganda qui remporte à nouveau la compétition en s'imposant en finale face au Rwanda. La sélection de Zanzibar termine sur la troisième marche du podium. C'est le douzième titre de champion de la CECAFA pour la sélection ougandaise, qui confirme sa domination dans l'épreuve.
La sélection du Soudan décline l'invitation. À l'inverse, les équipes de Zambie et du Zimbabwe, membres de la COSAFA, sont invitées à prendre part à la compétition. 
Il y a donc 12 équipes engagées et le premier se déroule donc avec trois poules de quatre équipes : les deux premiers plus les deux meilleurs troisièmes se qualifient pour la phase finale, disputée à partir des quarts de finale.

## Équipes participantes
| - Kenya - Organisateur - Ouganda - Tenant du titre - Zanzibar - Tanzanie - Éthiopie - Burundi | - Djibouti - Somalie - Rwanda - Érythrée - Zambie - Équipe invitée - Zimbabwe - Équipe invitée |

## Compétition

### Premier tour

#### Groupe A
| Rang | Équipe   | Pts | J | G | N | P | Bp | Bc | Diff |  | Résultats (▼ dom., ► ext.) |  |     |     |     |
| ---- | -------- | --- | - | - | - | - | -- | -- | ---- |  | -------------------------- |  | --- | --- | --- |
| 1    | Zambie   | 9   | 3 | 3 | 0 | 0 | 9  | 0  | +9   |  | Zambie                     |  | 2-0 | 1-0 | 6-0 |
| 2    | Kenya    | 6   | 3 | 2 | 0 | 1 | 4  | 2  | +2   |  | Kenya                      |  |     | 2-0 | 2-0 |
| 3    | Éthiopie | 3   | 3 | 1 | 0 | 2 | 5  | 3  | +2   |  | Éthiopie                   |  |     |     | 5-0 |
| 4    | Djibouti | 0   | 3 | 0 | 0 | 3 | 0  | 13 | -13  |  | Djibouti                   |  |     |     |     |

#### Groupe B
| Rang | Équipe   | Pts | J | G | N | P | Bp | Bc | Diff |  | Résultats (▼ dom., ► ext.) |  |     |     |     |
| ---- | -------- | --- | - | - | - | - | -- | -- | ---- |  | -------------------------- |  | --- | --- | --- |
| 1    | Rwanda   | 9   | 3 | 3 | 0 | 0 | 4  | 1  | +3   |  | Rwanda                     |  | 2-1 | 1-0 | 1-0 |
| 2    | Érythrée | 4   | 3 | 1 | 1 | 1 | 4  | 3  | +1   |  | Érythrée                   |  |     | 0-0 | 3-1 |
| 3    | Zimbabwe | 4   | 3 | 1 | 1 | 1 | 2  | 1  | +1   |  | Zimbabwe                   |  |     |     | 2-0 |
| 4    | Somalie  | 0   | 3 | 0 | 0 | 3 | 1  | 6  | -5   |  | Somalie                    |  |     |     |     |

#### Groupe C
| Rang | Équipe   | Pts | J | G | N | P | Bp | Bc | Diff |  | Résultats (▼ dom., ► ext.) |  |     |     |     |
| ---- | -------- | --- | - | - | - | - | -- | -- | ---- |  | -------------------------- |  | --- | --- | --- |
| 1    | Ouganda  | 7   | 3 | 2 | 1 | 0 | 4  | 0  | +4   |  | Ouganda                    |  | 2-0 | 0-0 | 2-0 |
| 2    | Tanzanie | 6   | 3 | 2 | 0 | 1 | 2  | 2  | 0    |  | Tanzanie                   |  |     | 1-0 | 1-0 |
| 3    | Zanzibar | 4   | 3 | 1 | 1 | 1 | 4  | 1  | +3   |  | Zanzibar                   |  |     |     | 4-0 |
| 4    | Burundi  | 0   | 3 | 0 | 0 | 3 | 0  | 7  | -7   |  | Burundi                    |  |     |     |     |

#### Classement des meilleurs troisièmes
| Rang | Équipe   | Pts | J | G | N | P | Bp | Bc | Diff |
| ---- | -------- | --- | - | - | - | - | -- | -- | ---- |
| 1    | Zanzibar | 4   | 3 | 1 | 1 | 1 | 4  | 1  | +3   |
| 2    | Zimbabwe | 4   | 3 | 1 | 1 | 1 | 2  | 1  | +1   |
| 3    | Éthiopie | 3   | 3 | 1 | 0 | 2 | 5  | 3  | +2   |

### Phase finale
|  | Quarts de finale | Quarts de finale                 | Quarts de finale | Quarts de finale |          |          | Demi-finales    | Demi-finales    | Demi-finales                  | Demi-finales                  |                               |                               | Finale           | Finale           | Finale           | Finale           |
|  |                  |                                  |                  |                  |          |          |                 |                 |                               |                               |                               |                               |                  |                  |                  |                  |
|  | 7 décembre 2009  | 7 décembre 2009                  | 7 décembre 2009  | 7 décembre 2009  |          |          | 9 décembre 2009 | 9 décembre 2009 | 9 décembre 2009               | 9 décembre 2009               |                               |                               | 13 décembre 2009 | 13 décembre 2009 | 13 décembre 2009 | 13 décembre 2009 |
|  | 7 décembre 2009  | 7 décembre 2009                  | 7 décembre 2009  | 7 décembre 2009  |          |          | 9 décembre 2009 | 9 décembre 2009 | 9 décembre 2009               | 9 décembre 2009               |                               |                               | 13 décembre 2009 | 13 décembre 2009 | 13 décembre 2009 | 13 décembre 2009 |
|  | 1er C            | Ouganda                          | 1                | 1                |          |          | 9 décembre 2009 | 9 décembre 2009 | 9 décembre 2009               | 9 décembre 2009               |                               |                               | 13 décembre 2009 | 13 décembre 2009 | 13 décembre 2009 | 13 décembre 2009 |
|  | 1er C            | Ouganda                          | 1                | 1                |          |          | 9 décembre 2009 | 9 décembre 2009 | 9 décembre 2009               | 9 décembre 2009               |                               |                               | 13 décembre 2009 | 13 décembre 2009 | 13 décembre 2009 | 13 décembre 2009 |
|  | 2e A             | Kenya                            | 0                | 0                |          |          | 9 décembre 2009 | 9 décembre 2009 | 9 décembre 2009               | 9 décembre 2009               |                               |                               | 13 décembre 2009 | 13 décembre 2009 | 13 décembre 2009 | 13 décembre 2009 |
|  | 2e A             | Kenya                            | 0                | 0                | Ouganda  | Ouganda  | 2               | 2               |                               |                               |                               |                               | 13 décembre 2009 | 13 décembre 2009 | 13 décembre 2009 | 13 décembre 2009 |
|  | 7 décembre 2009  |                                  |                  |                  | Ouganda  | Ouganda  | 2               | 2               |                               |                               |                               |                               | 13 décembre 2009 | 13 décembre 2009 | 13 décembre 2009 | 13 décembre 2009 |
|  |                  |                                  | Zanzibar         | Zanzibar         | 1        | 1        |                 |                 |                               |                               |                               |                               | 13 décembre 2009 | 13 décembre 2009 | 13 décembre 2009 | 13 décembre 2009 |
|  | 1er A            | Zambie                           | Zanzibar         | Zanzibar         | 1        | 1        | 0 (3)           | 0 (3)           |                               |                               |                               |                               | 13 décembre 2009 | 13 décembre 2009 | 13 décembre 2009 | 13 décembre 2009 |
|  | 1er A            | Zambie                           | 10 décembre 2009 |                  |          |          | 0 (3)           | 0 (3)           |                               |                               |                               |                               | 13 décembre 2009 | 13 décembre 2009 | 13 décembre 2009 | 13 décembre 2009 |
|  | 3e B ou C        | Modèle:ZAN football football tab | 0 (4)            | 0 (4)            |          |          |                 |                 |                               |                               |                               |                               | 13 décembre 2009 | 13 décembre 2009 | 13 décembre 2009 | 13 décembre 2009 |
|  | 3e B ou C        | Modèle:ZAN football football tab | 0 (4)            | 0 (4)            | Ouganda  | Ouganda  | 2               | 2               |                               |                               |                               |                               |                  |                  |                  |                  |
|  | 8 décembre 2009  |                                  |                  |                  | Ouganda  | Ouganda  | 2               | 2               |                               |                               |                               |                               |                  |                  |                  |                  |
|  |                  |                                  | Rwanda           | Rwanda           | 0        | 0        |                 |                 |                               |                               |                               |                               |                  |                  |                  |                  |
|  | 1er B            | Rwanda                           | Rwanda           | Rwanda           | 0        | 0        | 4               | 4               |                               |                               |                               |                               |                  |                  |                  |                  |
|  | 1er B            | Rwanda                           |                  |                  |          |          |                 |                 |                               |                               |                               |                               |                  |                  |                  |                  |
|  | 3e A ou C        | Zimbabwe                         | 1                | 1                |          |          |                 |                 |                               |                               |                               |                               |                  |                  |                  |                  |
|  | 3e A ou C        | Zimbabwe                         | 1                | 1                | Rwanda   | Rwanda   | 2               | 2               | Match pour la troisième place | Match pour la troisième place | Match pour la troisième place | Match pour la troisième place |                  |                  |                  |                  |
|  | 8 décembre 2009  |                                  |                  |                  | Rwanda   | Rwanda   | 2               | 2               | Match pour la troisième place | Match pour la troisième place | Match pour la troisième place | Match pour la troisième place |                  |                  |                  |                  |
|  |                  |                                  | Tanzanie         | Tanzanie         | 1        | 1        |                 |                 | 13 décembre 2009              | 13 décembre 2009              | 13 décembre 2009              | 13 décembre 2009              |                  |                  |                  |                  |
|  | 2e C             | Tanzanie                         | Tanzanie         | Tanzanie         | 1        | 1        | 4               | 4               | 13 décembre 2009              | 13 décembre 2009              | 13 décembre 2009              | 13 décembre 2009              |                  |                  |                  |                  |
|  | 2e C             | Tanzanie                         |                  |                  |          |          |                 | 4               |                               |                               | Zanzibar                      | Zanzibar                      | 1                | 1                |                  |                  |
|  | 2e B             | Érythrée                         | 0                | 0                |          |          |                 |                 |                               |                               | Zanzibar                      | Zanzibar                      | 1                | 1                |                  |                  |
|  | 2e B             | Érythrée                         | 0                | 0                | Tanzanie | Tanzanie | 0               | 0               |                               |                               |                               |                               |                  |                  |                  |                  |
|  |                  |                                  |                  |                  |          |          |                 |                 |                               |                               |                               |                               |                  |                  |                  |                  |

#### Quarts de finale
| 7 décembre 2009 | Zambie          | 0 - 0 | Zanzibar | Nyayo National Stadium, Nairobi |  |
|                 |                 |       |          |                                 |  |
|                 | Tirs au but 3-4 |       |          |                                 |  |

| 7 décembre 2009 | Ouganda             | 1 - 0 | Kenya | Nyayo National Stadium, Nairobi |
|                 | Robert Ssentogo 64e |       |       |                                 |

| 8 décembre 2009 | Tanzanie                               | 4 - 0 | Érythrée | Nyayo National Stadium, Nairobi |
|                 | Bocco 61e · Mrisho Ngasa 64e, 77e, 84e |       |          |                                 |

| 8 décembre 2009 | Rwanda                                                                      | 4 - 1 | Zimbabwe         | Nyayo National Stadium, Nairobi |  |
|                 | Yusuf Ndayashimiye 30e · Tumaine Ndamuhanga 67e, 76e · Haruna Niyonzima 90e |       | Lionel Mtizwa 8e |                                 |  |

#### Demi-finales
| 9 décembre 2009 | Ouganda                                       | 2 - 1 | Zanzibar               | Nyayo National Stadium, Nairobi |  |
|                 | Stephen Bongo 2e · Adbulahim Homoud 12e (csc) |       | Abdulla Abdulghani 75e |                                 |  |

| 10 décembre 2009 | Rwanda                                        | 2 - 1 | Tanzanie               | Nyayo National Stadium, Nairobi |  |
|                  | Yusuf Ndayashimiye 68e · Mutesa Mafisango 77e |       | Hassan Mussa Mgosi 78e |                                 |  |

#### Match pour la3eplace
| 13 décembre 2009 | Zanzibar        | 1 - 0 | Tanzanie | Nyayo National Stadium, Nairobi |
|                  | Abdi Kassim 69e |       |          |                                 |

#### Finale
| 13 décembre 2009 | Ouganda                     | 2 - 0 | Rwanda | Nyayo National Stadium, Nairobi |
|                  | Dan Wagaluka 42e · Okwi 73e |       |        |                                 |

| Vainqueur Coupe CECAFA 2009 Ouganda 12e titre |

## Sources et liens externes